# تیبیریتا
تیبیریتا (انگلیسی: Tibiritá) نام یک منطقه مسکونی در کلمبیا است.